# Wilcox County (Georgia)
Das Wilcox County ist ein County im Bundesstaat Georgia der Vereinigten Staaten. Der Verwaltungssitz (County Seat) ist Abbeville.

## Geographie
Das County liegt wenige Kilometer südlich des geographischen Zentrums von Georgia und hat eine Fläche von 993 Quadratkilometern, wovon acht Quadratkilometer Wasserfläche sind, und grenzt im Uhrzeigersinn an folgende Countys: Dodge County, Telfair County, Ben Hill County, Turner County, Crisp County, Dooly County und Pulaski County.

## Geschichte
Wilcox County wurde am 22. Dezember 1857 als 124. County von Georgia aus Teilen des Dooly County, des Irwin County und des Pulaski County gebildet. Benannt wurde es nach General Mark Wilcox, einem Mitbegründer des Obersten Gerichtshofes von Georgia.

## Demografische Daten
Laut der Volkszählung von 2010 verteilten sich die damaligen 9255 Einwohner auf 2891 bewohnte Haushalte, was einen Schnitt von 2,50 Personen pro Haushalt ergibt. Insgesamt bestehen 3510 Haushalte.
70,1 % der Haushalte waren Familienhaushalte (bestehend aus verheirateten Paaren mit oder ohne Nachkommen bzw. einem Elternteil mit Nachkomme) mit einer durchschnittlichen Größe von 3,00 Personen. In 32,9 % aller Haushalte lebten Kinder unter 18 Jahren sowie in 30,5 % aller Haushalte Personen mit mindestens 65 Jahren.
21,3 % der Bevölkerung waren jünger als 20 Jahre, 29,1 % waren 20 bis 39 Jahre alt, 29,2 % waren 40 bis 59 Jahre alt und 20,2 % waren mindestens 60 Jahre alt. Das mittlere Alter betrug 40 Jahre. 58,7 % der Bevölkerung waren männlich und 41,3 % weiblich.
61,7 % der Bevölkerung bezeichneten sich als Weiße, 35,1 % als Afroamerikaner, 0,2 % als Indianer und 0,5 % als Asian Americans. 1,6 % gaben die Angehörigkeit zu einer anderen Ethnie und 1,0 % zu mehreren Ethnien an. 3,7 % der Bevölkerung bestand aus Hispanics oder Latinos.
Das durchschnittliche Jahreseinkommen pro Haushalt lag bei 34.071 USD, dabei lebten 20,9 % der Bevölkerung unter der Armutsgrenze.

## Orte im Wilcox County
Orte im Wilcox County mit Einwohnerzahlen der Volkszählung von 2010:
Cities:
- Abbeville (County Seat) – 2908 Einwohner
- Pitts – 320 Einwohner
- Rochelle – 1174 Einwohner

Town:
- Pineview – 523 Einwohner

Census-designated place:
- Seville – 202 Einwohner